# Hans-Georg von Mutius
Hans-Georg von Mutius (* 25. September 1951 in Hannover) ist ein deutscher Judaist. Bis zum Jahr 2015 leitete er die Bereiche Arabistik und Judaistik am Nahost-Institut der Ludwig-Maximilians-Universität München.

## Leben
Hans-Georg von Mutius entstammt dem Adelsgeschlecht der Mutius. Er war der älteste Sohn des Amtsgerichts-Rates Karl-Ludwig von Mutius (* 1911) und seiner Ehefrau Gisela von Lenthe (* 1919), Tochter der Irene von Preinitzer und des Gutsbesitzers Werner von Lenthe auf Obergut Lenthe. Der Generalleutnant Wilhelm von Mutius war sein Urgroßvater. Die Mutter lebte als Witwe in Krefeld.
Er studierte von 1970 bis 1977 evangelische Theologie, Judaistik und Orientalistik in Bochum und Köln, unter anderem bei Johann Maier am Martin-Buber-Institut für Judaistik. Er ist zweifach promoviert: Zum Dr. theol. wurde er 1976 von der Universität Bochum mit einer Dissertation über „Die Übereinstimmungen zwischen der arabischen Pentateuchübersetzung des Saadja Ben Josef Al-Fajjumi und dem Targum des Onkelos“ promoviert und zum Dr. phil. 1977 von der Universität Köln mit einer Dissertation über den „Kainiterstammbaum: Genesis 4/17–24 in der jüdischen und christlichen Exegese“. Mutius blieb an der Universität Köln, wo er sich 1981 im Fach Judaistik habilitierte. Er übersetzte zahlreiche mittelalterlicher Responsen aus dem Hebräischen ins Deutsche. Am 24. Januar 1984 war er in den Räumen des Martin-Buber-Instituts für Judaistik Ziel eines Pistolenattentats einer ehemaligen psychisch kranken Studentin, bei dem der Judaistikprofessor Hermann Greive ums Leben kam und sein Kollege Johann Maier verletzt wurde. Der auf Mutius abgegebene Schuss verfehlte ihn.
Im Jahr 1986 erhielt Mutius eine Professur am Institut für Semitistik der LMU München. Nach der Zusammenlegung des Instituts für Geschichte und Kultur des Nahen Orients sowie Turkologie mit dem Institut für Semitistik zum Institut für den Nahen und Mittleren Osten wurde von Mutius Vorstand des Bereichs Judaistik, in dem er auch lehrte. Er übernahm ebenfalls die Leitung des Bereichs Arabistik.

## Genealogie
- Hans Friedrich von Ehrenkrook, Friedrich Wilhelm Euler, Walter von Hueck, u. a.: Genealogisches Handbuch der Adeligen Häuser. B (Briefadel) 1956. Band II, Band 12 der Gesamtreihe GHdA, Hrsg. Deutsches Adelsarchiv, C. A. Starke, Glücksburg (Ostsee) 1956, ISSN 0435-2408, S. 257 f.
- Walter von Hueck, Erik Amburger, Friedrich Wilhelm Euler. Et al.: Genealogisches Handbuch der Adeligen Häuser. B (Briefadel nach 1400 nobilitiert) 1980. Band XIII, Band 73 der Gesamtreihe GHdA, Hrsg. Ausschuss für adelsrechtliche Fragen der deutschen Adelsverbände in Gemeinschaft mit dem Deutschen Adelsarchiv, C. A. Starke Verlag, Limburg an der Lahn 1980, ISSN 0435-2408, S. 293–294.